# Personnages de Terminator
 (mai 2023).
Si vous disposez d'ouvrages ou d'articles de référence ou si vous connaissez des sites web de qualité traitant du thème abordé ici, merci de compléter l'article en donnant les références utiles à sa vérifiabilité et en les liant à la section « Notes et références ».
Pour les articles homonymes, voir Terminator (homonymie).
Cet article référence les personnages de la franchise Terminator :
- Terminator, film de James Cameron (1984)
- Terminator 2 : Le Jugement dernier, film de James Cameron (1991)
- Terminator 3 : Le Soulèvement des machines, film de Jonathan Mostow (2003)
- Terminator : Les Chroniques de Sarah Connor[1], série télévisée de Josh Friedman (2008 - 2009)
- Terminator Renaissance, film de McG (2009)
- Terminator Genisys, film de Alan Taylor (2015)
- Terminator: Dark Fate, film de Tim Miller (2019)

- Haut – A
- B
- C
- D
- E
- F
- G
- H
- I
- J
- K
- L
- M
- N
- O
- P
- Q
- R
- S
- T
- U
- V
- W
- X
- Y
- Z

## B

### Katherine «Kate» Brewster
Personnage interprété par Claire Danes dans Terminator 3 : Le Soulèvement des machines, Bryce Dallas Howard dans Terminator Renaissance.
Épouse de John Connor dans le futur. C'est elle qui reprogramme le T-850 en 2032, après que ce dernier a tué John.

### Général Robert Brewster
Personnage de Terminator 3 : Le Soulèvement des machines interprété par David Andrews.
Père de Kate Brewster, le Lieutenant-Général Robert Brewster est directeur de programmes à la Division Armes Autonomes de la Section de Recherches Cybernétiques. Il sera tué par le T-X parce qu'il est le seul à avoir l'autorité pour effacer Skynet, mais il aura le temps de mettre John Connor en contact avec le reste de l'Armée Américaine afin de former le noyau de la Résistance contre les machines.

### Matt Buchanan
Personnage de Terminator interprété par Rick Rossovich.
Petit ami de Ginger Ventura et victime du Terminator.

## C

### John Connor
Personnage central interprété par :
- Edward Furlong, Michael Edwards et Dalton Abbott dans Terminator 2 : Le Jugement dernier
- Thomas Dekker et John DeVito dans Terminator : Les Chroniques de Sarah Connor
- Nick Stahl dans Terminator 3 : Le Soulèvement des machines
- Christian Bale dans Terminator Renaissance
- Jason Clarke dans Terminator Genisys
- Jude Collie dans Terminator: Dark Fate

Chef de la résistance humaine, fils de Sarah Connor et Kyle Reese. John Connor est né le 28 février 1985, et est tué le 4 juillet 2032.

### Sarah Connor
Personnage central interprété par :
- Linda Hamilton dans Terminator, Terminator 2 : Le Jugement dernier et Terminator: Dark Fate
- Lena Headey dans Terminator : Les Chroniques de Sarah Connor
- Emilia Clarke et Willa Taylor dans Terminator Genisys

Mère de John Connor, elle est perçue comme une fugitive mentalement dérangée par les autorités, qui ne croient pas ses affirmations sur les Terminators. Deux de ses homonymes (Sarah Anne Connor et Sarah Louise Connor) prises pour elle sont tuées par le T-800 dans Terminator.

### Cromartie
Personnage de Terminator : Les Chroniques de Sarah Connor interprété par Owain Yeoman puis Garret Dillahunt.
C'est un Terminator de type T-888 envoyé dans le passé pour tuer John Connor dans l'épisode pilote. Son enveloppe charnelle endommagée, il se fait construire une nouvelle peau chez un chirurgien plastique. Il continue ensuite à chercher John Connor pour le tuer.

## D

### Charley Dixon
Personnage de Terminator : Les Chroniques de Sarah Connor interprété par Dean Winters.
Infirmier et ex-compagnon de Sarah Connor, il aide les Connor lors de la première saison.

### Danny Dyson
Personnage de Terminator 2 : Le Jugement dernier interprété par DeVaughn Nixon, puis par Dayo Okeniyi dans Terminator Genisys ; Shawn Prince l'interprète également dans un épisode de la série télévisée.
Il est le fils de Tarissa et Miles Dyson. Son père est employé par Cyberdine. Enfant, Danny voit son père se faire tirer dessus par Sarah Connor, qui veut empêcher que Miles crée un jour ce qui deviendra Skynet par la suite.
Dans la ligne temporelle alternative de Terminator Genisys, il travaille chez Cyberdine aux côtés de son père. Il a inventé le logiciel Genisys, à l'origine de Skynet.

### Miles Bennett Dyson
Personnage de Terminator 2 : Le Jugement dernier interprété par Joe Morton, puis par Courtney B. Vance dans Terminator Genisys. Phil Morris l'interprète également dans trois épisodes de la série télévisée.
Employé chez Cyberdine, Miles Bennett Dyson est le créateur du projet Skynet. Il meurt en aidant les Connor à le détruire.
Dans la ligne temporelle alternative de Terminator Genisys, il travaille toujours chez Cyberdine avec son fils Danny, qui a inventé le logiciel Genisys.

### Riley Dawson
Personnage de Terminator : Les Chroniques de Sarah Connor interprété par Leven Rambin.
Elle est une nouvelle camarade de classe de John Connor. Elle semble l'apprécier beaucoup et n'hésite pas à braver les interdits imposés par Sarah Connor. Riley est apparue au début de la seconde saison et révèle peu à peu une personnalité trouble. Elle est avec Jesse une fugitive. Son rôle est d'éloigner John Connor de Cameron Phillips.

## E

### James Ellison
Personnage de Terminator : Les Chroniques de Sarah Connor interprété par Richard T. Jones.
Agent du FBI enquêtant sur Sarah Connor, il travaille ensuite pour Catherine Weaver.

## F

### Jesse Flores
Personnage de Terminator : Les Chroniques de Sarah Connor interprété par Stephanie Jacobsen.
Également connue sous le nom de Jesse Wilson. C'est une fugitive venue du futur, ses ambitions sont troubles. Elle a ramené avec elle Riley afin qu'elle éloigne John Connor de Cameron Phillips. En outre, elle est l'amante de Derek, qui ne parle pas d'elle à Sarah Connor.

## O

### O'BriePersonnage deTerminator Genisysinterprété parJ. K. Simmons(âgé) et Wayne Bastrup (jeune).
En 1984, il est un jeune officier de police qui tente d'appréhender Kyle Reese (qui vient d'arriver du futur). O'Brien et son collègue poursuivent Kyle dans un magasin de vêtements. Le 2e policier se fait tuer par le T-1000.
En 2017, O'Brien, qui a tenté en vain de convaincre ses collègues et supérieurs, recroise la route de Kyle Reese, cette fois accompagné de Sarah Connor. Il les aide à s'évader de l'hôpital dans lequel ils étaient retenus par la police.

## P

### Cameron Phillips
Personnage de Terminator : Les Chroniques de Sarah Connor interprétée par Summer Glau.
Terminator envoyé depuis l'année 2027 pour protéger John Connor.

### Les Punks
Personnages de Terminator, campés respectivement par Brian Thompson, Bill Paxton et Brad Rearden.
On les voit lorsque le Terminator cherche à obtenir des vêtements, il les passe à tabac tous les trois ; il en tue un en lui arrachant le cœur (Thompson), fracasse le chef des Punks contre un portail (Paxton) et laisse vivre le troisième (Rearden).
Dans la chronologie de Terminator Genisys, les Punks sont sauvés par l'intervention d'un Terminator reprogrammé et de Sarah Connor, dont les armes les incitent à fuir.

## R

### Derek Reese
Personnage de Terminator : Les Chroniques de Sarah Connor interprété par Brian Austin Green.
Il est un combattant de la résistance, envoyé dans le passé par le futur John Connor. Il est le frère aîné de Kyle Reese et l'oncle biologique de John. Il reconnaît Cameron Phillips depuis son futur et ne lui fait pas confiance.

### Kyle Reese
Personnage interprété par :
- Michael Biehn dans Terminator et Terminator 2 : Le Jugement dernier (version longue)
- Anton Yelchin dans Terminator Renaissance
- Jonathan Jackson dans Terminator : Les Chroniques de Sarah Connor
- Jai Courtney et Bryant Prince dans Terminator Genisys

Membre de la résistance humaine dans le futur sous le matricule no 38416, il sera envoyé en 1984 par John Connor afin de protéger sa mère. Lors de cette mission, il devient le père posthume de John et meurt en 1984.

## S

### Skynet
Intelligence artificielle créée à l'origine pour automatiser la riposte nucléaire américaine, il est le principal antagoniste de la série. Il fut créé par la compagnie Cyberdyne Systems par Miles Dyson, qui a interrompu ses recherches après avoir su que sa création ferait plus de mal que de bien. Après la destruction de Cyberdyne Systems, l'US Air Force rachète la compagnie, incluant ses recherches. Le général Brewster, père de Kate Brewster, la future femme de John Connor, développe Skynet pour gérer la défense nucléaire américaine. Lorsqu'un virus doté d'une puissance inconnue infecte Internet, l'État-Major, en dépit des réserves du général Brewster, veut résoudre ce problème pour tuer le virus en activant Skynet. Mais il s'aperçoit trop tard que le virus n'était autre que Skynet lui-même. Quand les humains se sont aperçus qu'ils ne la contrôlent plus et qu'elle les attaque, ils ont essayé de l'éteindre sans succès. Skynet a dès lors lancé les missiles nucléaires et par conséquent déclenché le « Jugement dernier ». Le lancement des missiles nucléaires américains provoque celui des missiles nucléaires russes. Après la destruction des grandes villes humaines, Skynet capture des humains pour les obliger à construire les usines des Terminators. Depuis, Skynet règne désormais en maître du monde et réussit à produire une armée de Terminators et de machines capables d'anéantir le reste de l'humanité. Selon les époques de ces films, l'humanité a déclenché cette riposte de Skynet en tentant de l'éteindre. D'après le 3e film, au contraire, Skynet aurait prévu cette hostilité dès le départ. 
Dans Terminator Renaissance, Skynet a conquis désormais la majorité de la planète mais mène une guerre acharnée contre la résistance humaine. Pour réussir à obtenir la victoire finale, Skynet produit une unité d'infiltration unique en construisant un Terminator sous le modèle de Marcus Wright et laisse croire à l'existence d'une faille qui permettrait, en déployant un signal de brouillage, de désactiver l'ensemble des machines. Marcus finit par obtenir, sans savoir qu'il est contrôlé par Skynet, la position de Kyle Reese. Les machines capturent avec succès le père de John Connor et Marcus se fait capturer par la Résistance. Afin de vouloir se racheter, Marcus aide John Connor à libérer son père du siège de Skynet à San Francisco, l'IA parvenant à décapiter la Résistance grâce au signal de brouillage qui se révèle inopérant. John Connor infiltre le bâtiment et pose des bombes près des zones explosives. Après qu'il a réussi à libérer Kyle, il est mortellement blessé par un T-800 ayant un cœur tranché en 2. Mais la Résistance réussit à faire exploser le siège de Skynet. Marcus décide de se sacrifier pour John en lui offrant son cœur. John est rétabli et devient le chef de la Résistance humaine. Même si Skynet subit une défaite majeure, il reste encore actif et John doit faire tout ce qui est en son pouvoir pour le détruire. 
Après la victoire de la Résistance dans Terminator, Skynet a survécu, car avant la destruction de son unité centrale, il avait construit un Terminator modèle T-5000 et avait téléchargé une copie de sa conscience à l'intérieur de celui-ci. La guerre finie, Skynet a essayé de développer des Terminators modèles T-3000 en infectant des cobayes humains avec des nanomachines. Ils restructurent les tissus humains et les reconstruisent au niveau cellulaire pour une performance maximale sur le terrain. Mais les expériences ont échoué, et les cobayes ont perdu la raison et sont morts. Après cet échec, Skynet remonte dans le passé, avant la fin de la guerre. Il a programmé un Terminator modèle T-1000 pour qu'il parte juste après lui. Il est envoyé en 1973 pour tuer Sarah Connor, alors âgée de 9 ans. Mais une personne qui préfère garder son identité secrète, reprogramme un Terminator modèle T-800 et envoie ce dernier protéger Sarah. Une fois arrivé avant la fin de la guerre, Skynet s'infiltre au sein de la Résistance, se déguisant sous un soldat humain du nom d'Alex (interprété par Matt Smith). Le fait d'avoir envoyé un T-1000 en 1973 déclenche deux temporalités, une où Skynet est activé en août 1997 et une autre en octobre 2017. 
Dans Terminator Genisys, Skynet est sur le point de perdre la guerre face à la Résistance mené par John Connor. Les résistants décident d'organiser Deux assauts majeurs : un contre un camp de travail des machines à Los Angeles, où Skynet cache l'arme temporelle tactique qu'il utilisera pour assurer sa survie, et un autre contre l'unité centrale de Skynet, qui se cache sous la base de Cheyenne Mountain au Colorado. Alex participa à l'assaut sur le camp. Pendant l'assaut, Skynet se sert de son arme pour envoyer un T-800 en 1984 afin de tuer Sarah Connor et supprimer ainsi l'existence de John. Sans John, il n'y aura aucune résistance contre les machines. Après que les résistants ont détruit l'unité centrale de Skynet et donc vaincu les machines, John envoie Kyle Reese dans le passé afin de protéger Sarah. Mais lorsque Kyle est envoyé dans le passé, John est attaqué par Alex qui l'infecte avec des nanomachines et élimine ses hommes. Il révèle à ce dernier qu'il est lui-même Skynet. Lorsque Kyle est envoyé dans le passé, il arrive dans la temporalité où Skynet est activé en 2017. L'attaque de Skynet sur John déclenche une nouvelle version de la fin de la guerre, car dans Terminator, lorsque John envoie Kyle dans le passé, il n'a pas été attaqué. Après la transformation réussie de John en un Terminator modèle T-3000, l'intelligence artificielle l'envoie en 2014 pour qu'il assure la sauvegarde de la création de Skynet. John rejoint Cyberdyne Systems à San Francisco et collabore avec Miles Dyson et Danny pour concevoir le système d'exploitation Genisys (qui est en fait Skynet), pouvant contrôler Internet et les applications militaires dès son activation, provoquant ainsi le « Jugement dernier ». Finalement, en 2017, Kyle Reese, Sarah Connor et le T-800 finissent par détruire le système en détruisant le bâtiment de Cyberdyne avant que Skynet ne soit activé. Même si le complexe est détruit, Skynet reste intact étant donné que son unité centrale est à l'abri de l'explosion sous la terre. Ce dernier attend désormais de prendre sa revanche. 
Les grandes actions de Skynet dans chaque film
- Terminator : envoyer un T-800 dans le passé afin de tenter de tuer Sarah Connor avant qu'elle ne donne naissance à John Connor.
- Terminator 2 : Le Jugement dernier : envoyer un T-1000 dans le passé afin de tenter de tuer John Connor et Sarah Connor.
- Terminator 3 : Le Soulèvement des machines : tuer le John Connor du futur grâce à un T-X à l'image du T-800 reprogrammé du 2e film ; envoyer un T-X dans le passé pour tuer John Connor, Katherine Brewster et leurs futurs lieutenants dans la Résistance ; infecter les réseaux informatiques civils (se faisant passer pour un virus) en préparation du « Jugement dernier » ; prendre le contrôle des réseaux militaires et déclencher le « Jugement dernier ».
- Terminator Renaissance : simuler une faille dans les communications entre Skynet et les Terminators afin de remonter le signal jusqu'au sous-marin QG de la Résistance et détruire ce dernier ; activer le corps cyborg de Marcus Wright et s'en servir pour trouver et attirer Kyle Reese ainsi que John Connor dans sa centrale ; tenter de tuer John Connor avec un T-800.
- Terminator Genisys : envoyer un T-800 dans le passé afin de tuer Sarah Connor mais échoue par l'intervention d'un autre Terminator. Il envoie un T-1000 afin de tuer Sarah Connor et Kyle Reese. Dans le futur, John Connor est « infecté » par Skynet, qui le transforme en un tout nouveau Terminator.

### DrPeter Silberman
Personnage de Terminator, de Terminator 2 : Le Jugement dernier et de Terminator 3 : Le Soulèvement des machines interprété par Earl Boen dans ces films, et dans la série par Bruce Davison.
Psychologue[pas clair] du service médico-psychologique du Comté de Los Angeles qui effectue de brèves apparitions dans chacun des 3 premiers opus. Il côtoie donc tous les personnages principaux. Dans le 1er film, on le convoque au commissariat pour savoir si Kyle Reese est fou. Il écoute Kyle lui raconter la future apocalypse et la guerre contre les machines, le plan de Skynet pour éliminer John Connor avant sa naissance, tout ce qu'il sait de la machine temporelle... et déclare que ce qu'il raconte est parfaitement cohérent et sans fausse note, même s'il le juge bel et bien définitivement fou à lier. Silberman quitte le poste de police au moment où le T-800 y arrive. Dans le 2e film, il s'occupe de Sarah Connor internée dans un hôpital psychiatrique pour avoir tenté de faire sauter une usine d'ordinateurs. Sarah ne cesse d'affirmer la réalité du futur « Jugement dernier » sans qu'on la croie, allant jusqu'à planter un crayon dans la jambe de Silberman pour se faire entendre. Par la suite Sarah fait semblant de ne plus croire à son histoire sur les Terminators afin que Silberman, la croyant sur la voie de la guérison, l'amène dans une partie moins sécurisée de l'hôpital; mais Silberman voit clair dans son jeu et refuse de la laisser partir, comprenant sans peine que Sarah ne lui dit que ce qu'il veut entendre pour avoir l'occasion de s'échapper. Sarah tente de s'évader en prenant le psychiatre[pas clair] en otage jusqu'à l'arrivée du T-800 reprogrammé et de John Connor. Dans le 3e, il parle brièvement à Katherine Brewster après que le SWAT l'a arraché à John Connor et au T-850 reprogrammé. Il a vu, dans le 2e film, le T-1000 passer à travers les barreaux d'une cage mais a fini par se dire qu'il avait imaginé toute l'histoire en raison du traumatisme subi quand il avait été pris en otage. Il s'enfuit au moment où le T-850 reprogrammé franchit le barrage de police. On ignore s'il survivra au « Jugement dernier ».

### Enrique Salceda
Personnage de Terminator 2 : Le Jugement dernier interprété par Castulo Guerra.
Ami mexicain de Sarah Connor spécialisé dans l'armement.

## T

### Lieutenant Ed Traxler
Personnage de Terminator interprété par Paul Winfield.
Il est chargé d'enquêter sur la mort des deux premières Sarah Connor.

### Terminator Rev-9
Terminator de Terminator: Dark Fate interprétée par Gabriel Luna. Ce terminator est un cocktail entre un T-1000 et un T-X ayant la capacité de se dédoubler.

### Terminator T-600
Cyborg joué par Brian Steele dans Terminator Renaissance
L'une des premières générations de Terminators que l'on voit dans Terminator Renaissance. D'une puissance de feu très importante (armé de m134 minigun ), il présente tout de même un point faible facilement exploitable : il suffit en effet de le toucher au niveau de sa nuque pour le déstabiliser. Kyle Reese se bat contre plusieurs d'entre eux lors de l'attaque de Skynet et lorsqu'il rencontre Marcus Wright à Los Angeles.

### Terminator T-800 Modèle 101
Machine jouée par Arnold Schwarzenegger dans Terminator, Terminator 2 : Le Jugement dernier et Terminator: Dark Fate
Dans le premier film, il est envoyé dans le passé par Skynet afin de tuer Sarah Connor avant qu'elle ne mette au monde le futur chef de la résistance. Plusieurs modèles sont exposés dans les sous-sols de la section de recherches cybernétiques.
Dans le second, c'est John Connor lui-même qui le reconfigure et le renvoie dans le passé afin d'assurer sa protection et celle de sa mère.
Dans Dark Fate, il est envoyé par Skynet pour trucider John Connor, mission qu'il mène à bien. Après quoi, n'ayant plus d'instruction, il finit par développer une conscience de soi et guide Sarah Connor vers les Terminators envoyés par Skynet afin de lui donner un but, provoquant une nouvelle temporalité.

### Terminator T-850 Modèle 101
Machine jouée par Arnold Schwarzenegger dans Terminator 3 : Le Soulèvement des machines.
Il est en fait une amélioration du modèle précédent (plus résistant et plus réactif) possédant des notions de psychologie élémentaire. Il est envoyé par la femme de John Connor, Kate, car ce dernier est décédé.

### Terminator T-888
Voir Cromartie.

### Terminator T-1000
Machine dans Terminator 2 : Le Jugement dernier interprétée par Robert Patrick,  de Terminator Genisys interprétée par Lee Byung-hun.
Renvoyé dans le passé par Skynet dans le but d'éliminer John Connor, ce modèle est constitué d'un alliage spécial en métal liquide lui permettant de prendre de nombreuses formes.
Dans la ligne temporelle alternative de Terminator Genisys, il est envoyé dans le passé par Skynet afin d'éliminer Sarah Connor, Kyle Reese et le Terminator chargé de les protéger en 1984.

### Terminator T-1001
Voir Catherine Weaver.

### Terminator T-X
Machine de Terminator 3 : Le Soulèvement des machines jouée par Kristanna Loken.
Dernière génération de cyborg construit par Skynet à la suite de l'échec du modèle T-1000. Il est constitué d'un endosquelette renforcé recouvert d'un alliage «polymimétique».

### Terminator T-3000
Machine jouée par Jason Clarke dans Terminator Genisys
Modèle de Terminator produit par Skynet en 2029 après sa défaite finale. Elle consista à utiliser des humains et de les exposer aux nanomachines de Skynet en les transformant en T-3000. De tous les cobayes humains utilisés, John Connor est la seule personne à avoir survécu au processus de conversion. Les autres ont perdu la raison et sont morts.

### Terminator T-5000
Machine jouée par Matt Smith dans Terminator Genisys
Modèle de Terminator le plus avancé pendant la guerre contre les Machines. Skynet a téléchargé une copie de sa conscience dans ce modèle afin de survivre après la destruction de son unité centrale. Contrairement aux autres modèles programmés pour tuer les humains, il est capable de les convertir avec des nanomachines afin de les transformer en des Terminators modèles T-3000.

## V

### Todd et Janelle Voight
Personnages de Terminator 2 : Le Jugement dernier interprétés par Xander Berkeley et Jenette Goldstein.
Parents adoptifs de John Connor. Victimes du T-1000.

### Inspecteur Vukovich
Personnage de Terminator interprété par Lance Henriksen.
Il seconde le lieutenant Traxler pour l'enquête, et sera tué par le Terminator lorsque ce dernier attaque le commissariat.

### Ginger Ventura
Personnage de Terminator interprété par Bess Motta.
Amie, collègue de travail et colocataire de Sarah Connor. Victime du Terminator.

## W

### Catherine Weaver
Personnage de Terminator : Les Chroniques de Sarah Connor interprété par Shirley Manson.
Elle est un Terminator de modèle T-1001 envoyé afin de devenir la PDG de Zeira Corp, une société de haute technologie chargée de développer ce qui deviendra Skynet à partir du "Turc". Elle apparaît dans la deuxième saison. 

### Marcus Wright
Personnage de Terminator Renaissance interprété par Sam Worthington.
Condamné pour le meurtre de deux officiers de police et de son frère, il signe avec Cyberdyne Systems pour faire don de ses organes. Il sera donc transformé en cyborg (même s'il reste humain). C'est le premier prototype cyborg.

## Généalogie
|                                           |                                           |                                           |                                           |                                           |                                           |  |  |                                                |                                                |                                                |                                                |                                                |                                                |  |  |                                                         |                                                         |                                                         |                                                         | Mr Reese Mark Adam Miller (T5)                          | Mr Reese Mark Adam Miller (T5)                          | Mr Reese Mark Adam Miller (T5) | Mr Reese Mark Adam Miller (T5) | Mr Reese Mark Adam Miller (T5)               | Mr Reese Mark Adam Miller (T5)               |                                              |                                              | Mrs Reese Kerry O'Malley (T5)                | Mrs Reese Kerry O'Malley (T5)                | Mrs Reese Kerry O'Malley (T5) | Mrs Reese Kerry O'Malley (T5) | Mrs Reese Kerry O'Malley (T5)                                                                                            | Mrs Reese Kerry O'Malley (T5)                                                                                            | | | Mr Connor | Mr Connor | Mr Connor | Mr Connor | Mr Connor | Mr Connor | | | Mrs Connor († 1984) (T1)                                                                                         | Mrs Connor († 1984) (T1)                                                                                         | Mrs Connor († 1984) (T1) | Mrs Connor († 1984) (T1) | Mrs Connor († 1984) (T1)                    | Mrs Connor († 1984) (T1)                    |                                             |                                             |                                                          |                                                          |                                                          |                                                          |                                                          |                                                          |              |              |                                            |                                            |                                            |                                            |                                            |                                            |  |  |
|                                           |                                           |                                           |                                           |                                           |                                           |  |  |                                                |                                                |                                                |                                                |                                                |                                                |  |  |                                                         |                                                         |                                                         |                                                         | Mr Reese Mark Adam Miller (T5)                          | Mr Reese Mark Adam Miller (T5)                          | Mr Reese Mark Adam Miller (T5) | Mr Reese Mark Adam Miller (T5) | Mr Reese Mark Adam Miller (T5)               | Mr Reese Mark Adam Miller (T5)               |                                              |                                              | Mrs Reese Kerry O'Malley (T5)                | Mrs Reese Kerry O'Malley (T5)                | Mrs Reese Kerry O'Malley (T5) | Mrs Reese Kerry O'Malley (T5) | Mrs Reese Kerry O'Malley (T5)                                                                                            | Mrs Reese Kerry O'Malley (T5)                                                                                            | | | Mr Connor | Mr Connor | Mr Connor | Mr Connor | Mr Connor | Mr Connor | | | Mrs Connor († 1984) (T1)                                                                                         | Mrs Connor († 1984) (T1)                                                                                         | Mrs Connor († 1984) (T1) | Mrs Connor († 1984) (T1) | Mrs Connor († 1984) (T1)                    | Mrs Connor († 1984) (T1)                    |                                             |                                             |                                                          |                                                          |                                                          |                                                          |                                                          |                                                          |              |              |                                            |                                            |                                            |                                            |                                            |                                            |  |  |
|                                           |                                           |                                           |                                           |                                           |                                           |  |  |                                                |                                                |                                                |                                                |                                                |                                                |  |  |                                                         |                                                         |                                                         |                                                         |                                                         |                                                         |                                |                                |                                              |                                              |                                              |                                              |                                              |                                              |                               |                               | | | | | | | | | | | | | | |                          |                          |                                             |                                             |                                             |                                             |                                                          |                                                          |                                                          |                                                          |                                                          |                                                          |              |              |                                            |                                            |                                            |                                            |                                            |                                            |  |  |
|                                           |                                           |                                           |                                           |                                           |                                           |  |  |                                                |                                                |                                                |                                                |                                                |                                                |  |  |                                                         |                                                         |                                                         |                                                         |                                                         |                                                         |                                |                                |                                              |                                              |                                              |                                              |                                              |                                              |                               |                               | | | | | | | | | | | | | | |                          |                          |                                             |                                             |                                             |                                             |                                                          |                                                          |                                                          |                                                          |                                                          |                                                          |              |              |                                            |                                            |                                            |                                            |                                            |                                            |  |  |
| Todd Voight († 1995) Xander Berkeley (T2) | Todd Voight († 1995) Xander Berkeley (T2) | Todd Voight († 1995) Xander Berkeley (T2) | Todd Voight († 1995) Xander Berkeley (T2) | Todd Voight († 1995) Xander Berkeley (T2) | Todd Voight († 1995) Xander Berkeley (T2) |  |  | Janelle Voight († 1995) Jenette Goldstein (T2) | Janelle Voight († 1995) Jenette Goldstein (T2) | Janelle Voight († 1995) Jenette Goldstein (T2) | Janelle Voight († 1995) Jenette Goldstein (T2) | Janelle Voight († 1995) Jenette Goldstein (T2) | Janelle Voight († 1995) Jenette Goldstein (T2) |  |  | Derek Reese (avant 2004- ????) Brian Austin Green (CSC) | Derek Reese (avant 2004- ????) Brian Austin Green (CSC) | Derek Reese (avant 2004- ????) Brian Austin Green (CSC) | Derek Reese (avant 2004- ????) Brian Austin Green (CSC) | Derek Reese (avant 2004- ????) Brian Austin Green (CSC) | Derek Reese (avant 2004- ????) Brian Austin Green (CSC) |                                |                                | Jesse Flores Stephanie Chaves-Jacobsen (CSC) | Jesse Flores Stephanie Chaves-Jacobsen (CSC) | Jesse Flores Stephanie Chaves-Jacobsen (CSC) | Jesse Flores Stephanie Chaves-Jacobsen (CSC) | Jesse Flores Stephanie Chaves-Jacobsen (CSC) | Jesse Flores Stephanie Chaves-Jacobsen (CSC) |                               |                               | Kyle Reese (2004-1984) Michael Biehn (T1) Jonathan Jackson (CSC) Anton Yelchin (T4) Jai Courtney (T5) Bryant Prince (T5) | Kyle Reese (2004-1984) Michael Biehn (T1) Jonathan Jackson (CSC) Anton Yelchin (T4) Jai Courtney (T5) Bryant Prince (T5) | Kyle Reese (2004-1984) Michael Biehn (T1) Jonathan Jackson (CSC) Anton Yelchin (T4) Jai Courtney (T5) Bryant Prince (T5) | Kyle Reese (2004-1984) Michael Biehn (T1) Jonathan Jackson (CSC) Anton Yelchin (T4) Jai Courtney (T5) Bryant Prince (T5) | Kyle Reese (2004-1984) Michael Biehn (T1) Jonathan Jackson (CSC) Anton Yelchin (T4) Jai Courtney (T5) Bryant Prince (T5)                                                                                     | Kyle Reese (2004-1984) Michael Biehn (T1) Jonathan Jackson (CSC) Anton Yelchin (T4) Jai Courtney (T5) Bryant Prince (T5)                                                                                     | | | Sarah Connor (vers 1965-1997) Linda Hamilton (T1, T2, T6) Lena Headey (CSC) Emilia Clarke (T5) Willa Taylor (T5)                                                                                             | Sarah Connor (vers 1965-1997) Linda Hamilton (T1, T2, T6) Lena Headey (CSC) Emilia Clarke (T5) Willa Taylor (T5)                                                                                             | Sarah Connor (vers 1965-1997) Linda Hamilton (T1, T2, T6) Lena Headey (CSC) Emilia Clarke (T5) Willa Taylor (T5) | Sarah Connor (vers 1965-1997) Linda Hamilton (T1, T2, T6) Lena Headey (CSC) Emilia Clarke (T5) Willa Taylor (T5) | Sarah Connor (vers 1965-1997) Linda Hamilton (T1, T2, T6) Lena Headey (CSC) Emilia Clarke (T5) Willa Taylor (T5) | Sarah Connor (vers 1965-1997) Linda Hamilton (T1, T2, T6) Lena Headey (CSC) Emilia Clarke (T5) Willa Taylor (T5) |                          |                          | Robert Brewster († 2004) David Andrews (T3) | Robert Brewster († 2004) David Andrews (T3) | Robert Brewster († 2004) David Andrews (T3) | Robert Brewster († 2004) David Andrews (T3) | Robert Brewster († 2004) David Andrews (T3)              | Robert Brewster († 2004) David Andrews (T3)              |                                                          |                                                          | Mrs Brewster                                             | Mrs Brewster                                             | Mrs Brewster | Mrs Brewster | Mrs Brewster                               | Mrs Brewster                               |                                            |                                            |                                            |                                            |  |  |
| Todd Voight († 1995) Xander Berkeley (T2) | Todd Voight († 1995) Xander Berkeley (T2) | Todd Voight († 1995) Xander Berkeley (T2) | Todd Voight († 1995) Xander Berkeley (T2) | Todd Voight († 1995) Xander Berkeley (T2) | Todd Voight († 1995) Xander Berkeley (T2) |  |  | Janelle Voight († 1995) Jenette Goldstein (T2) | Janelle Voight († 1995) Jenette Goldstein (T2) | Janelle Voight († 1995) Jenette Goldstein (T2) | Janelle Voight († 1995) Jenette Goldstein (T2) | Janelle Voight († 1995) Jenette Goldstein (T2) | Janelle Voight († 1995) Jenette Goldstein (T2) |  |  | Derek Reese (avant 2004- ????) Brian Austin Green (CSC) | Derek Reese (avant 2004- ????) Brian Austin Green (CSC) | Derek Reese (avant 2004- ????) Brian Austin Green (CSC) | Derek Reese (avant 2004- ????) Brian Austin Green (CSC) | Derek Reese (avant 2004- ????) Brian Austin Green (CSC) | Derek Reese (avant 2004- ????) Brian Austin Green (CSC) |                                |                                | Jesse Flores Stephanie Chaves-Jacobsen (CSC) | Jesse Flores Stephanie Chaves-Jacobsen (CSC) | Jesse Flores Stephanie Chaves-Jacobsen (CSC) | Jesse Flores Stephanie Chaves-Jacobsen (CSC) | Jesse Flores Stephanie Chaves-Jacobsen (CSC) | Jesse Flores Stephanie Chaves-Jacobsen (CSC) |                               |                               | Kyle Reese (2004-1984) Michael Biehn (T1) Jonathan Jackson (CSC) Anton Yelchin (T4) Jai Courtney (T5) Bryant Prince (T5) | Kyle Reese (2004-1984) Michael Biehn (T1) Jonathan Jackson (CSC) Anton Yelchin (T4) Jai Courtney (T5) Bryant Prince (T5) | Kyle Reese (2004-1984) Michael Biehn (T1) Jonathan Jackson (CSC) Anton Yelchin (T4) Jai Courtney (T5) Bryant Prince (T5) | Kyle Reese (2004-1984) Michael Biehn (T1) Jonathan Jackson (CSC) Anton Yelchin (T4) Jai Courtney (T5) Bryant Prince (T5) | Kyle Reese (2004-1984) Michael Biehn (T1) Jonathan Jackson (CSC) Anton Yelchin (T4) Jai Courtney (T5) Bryant Prince (T5)                                                                                     | Kyle Reese (2004-1984) Michael Biehn (T1) Jonathan Jackson (CSC) Anton Yelchin (T4) Jai Courtney (T5) Bryant Prince (T5)                                                                                     | | | Sarah Connor (vers 1965-1997) Linda Hamilton (T1, T2, T6) Lena Headey (CSC) Emilia Clarke (T5) Willa Taylor (T5)                                                                                             | Sarah Connor (vers 1965-1997) Linda Hamilton (T1, T2, T6) Lena Headey (CSC) Emilia Clarke (T5) Willa Taylor (T5)                                                                                             | Sarah Connor (vers 1965-1997) Linda Hamilton (T1, T2, T6) Lena Headey (CSC) Emilia Clarke (T5) Willa Taylor (T5) | Sarah Connor (vers 1965-1997) Linda Hamilton (T1, T2, T6) Lena Headey (CSC) Emilia Clarke (T5) Willa Taylor (T5) | Sarah Connor (vers 1965-1997) Linda Hamilton (T1, T2, T6) Lena Headey (CSC) Emilia Clarke (T5) Willa Taylor (T5) | Sarah Connor (vers 1965-1997) Linda Hamilton (T1, T2, T6) Lena Headey (CSC) Emilia Clarke (T5) Willa Taylor (T5) |                          |                          | Robert Brewster († 2004) David Andrews (T3) | Robert Brewster († 2004) David Andrews (T3) | Robert Brewster († 2004) David Andrews (T3) | Robert Brewster († 2004) David Andrews (T3) | Robert Brewster († 2004) David Andrews (T3)              | Robert Brewster († 2004) David Andrews (T3)              |                                                          |                                                          | Mrs Brewster                                             | Mrs Brewster                                             | Mrs Brewster | Mrs Brewster | Mrs Brewster                               | Mrs Brewster                               |                                            |                                            |                                            |                                            |  |  |
|                                           |                                           |                                           |                                           |                                           |                                           |  |  |                                                |                                                |                                                |                                                |                                                |                                                |  |  |                                                         |                                                         |                                                         |                                                         |                                                         |                                                         |                                |                                |                                              |                                              |                                              |                                              |                                              |                                              |                               |                               | | | | | | | | | | | | | | |                          |                          |                                             |                                             |                                             |                                             |                                                          |                                                          |                                                          |                                                          |                                                          |                                                          |              |              |                                            |                                            |                                            |                                            |                                            |                                            |  |  |
|                                           |                                           |                                           |                                           |                                           |                                           |  |  |                                                |                                                |                                                |                                                |                                                |                                                |  |  |                                                         |                                                         |                                                         |                                                         |                                                         |                                                         |                                |                                |                                              |                                              |                                              |                                              |                                              |                                              |                               |                               | | | | | | | | | | | | | | |                          |                          |                                             |                                             |                                             |                                             |                                                          |                                                          |                                                          |                                                          |                                                          |                                                          |              |              |                                            |                                            |                                            |                                            |                                            |                                            |  |  |
|                                           |                                           |                                           |                                           |                                           |                                           |  |  |                                                |                                                |                                                |                                                |                                                |                                                |  |  |                                                         |                                                         |                                                         |                                                         |                                                         |                                                         |                                |                                |                                              |                                              |                                              |                                              |                                              |                                              |                               |                               | | | | | John Connor (28/02/1985-04/07/2032) Edward Furlong (T2) Michael Edwards (T2) Dalton Abbott (T2) John DeVito (CSC) Thomas Dekker (CSC) Nick Stahl (T3) Christian Bale (T4) Jason Clarke (T5) Jude Collie (T6) | John Connor (28/02/1985-04/07/2032) Edward Furlong (T2) Michael Edwards (T2) Dalton Abbott (T2) John DeVito (CSC) Thomas Dekker (CSC) Nick Stahl (T3) Christian Bale (T4) Jason Clarke (T5) Jude Collie (T6) | John Connor (28/02/1985-04/07/2032) Edward Furlong (T2) Michael Edwards (T2) Dalton Abbott (T2) John DeVito (CSC) Thomas Dekker (CSC) Nick Stahl (T3) Christian Bale (T4) Jason Clarke (T5) Jude Collie (T6) | John Connor (28/02/1985-04/07/2032) Edward Furlong (T2) Michael Edwards (T2) Dalton Abbott (T2) John DeVito (CSC) Thomas Dekker (CSC) Nick Stahl (T3) Christian Bale (T4) Jason Clarke (T5) Jude Collie (T6) | John Connor (28/02/1985-04/07/2032) Edward Furlong (T2) Michael Edwards (T2) Dalton Abbott (T2) John DeVito (CSC) Thomas Dekker (CSC) Nick Stahl (T3) Christian Bale (T4) Jason Clarke (T5) Jude Collie (T6) | John Connor (28/02/1985-04/07/2032) Edward Furlong (T2) Michael Edwards (T2) Dalton Abbott (T2) John DeVito (CSC) Thomas Dekker (CSC) Nick Stahl (T3) Christian Bale (T4) Jason Clarke (T5) Jude Collie (T6) | | | | |                          |                          |                                             |                                             |                                             |                                             | Kate Brewster Claire Danes (T3) Bryce Dallas Howard (T4) | Kate Brewster Claire Danes (T3) Bryce Dallas Howard (T4) | Kate Brewster Claire Danes (T3) Bryce Dallas Howard (T4) | Kate Brewster Claire Danes (T3) Bryce Dallas Howard (T4) | Kate Brewster Claire Danes (T3) Bryce Dallas Howard (T4) | Kate Brewster Claire Danes (T3) Bryce Dallas Howard (T4) |              |              | Scott Mason († 2004) Mark Famiglietti (T3) | Scott Mason († 2004) Mark Famiglietti (T3) | Scott Mason († 2004) Mark Famiglietti (T3) | Scott Mason († 2004) Mark Famiglietti (T3) | Scott Mason († 2004) Mark Famiglietti (T3) | Scott Mason († 2004) Mark Famiglietti (T3) |  |  |
|                                           |                                           |                                           |                                           |                                           |                                           |  |  |                                                |                                                |                                                |                                                |                                                |                                                |  |  |                                                         |                                                         |                                                         |                                                         |                                                         |                                                         |                                |                                |                                              |                                              |                                              |                                              |                                              |                                              |                               |                               | | | | | John Connor (28/02/1985-04/07/2032) Edward Furlong (T2) Michael Edwards (T2) Dalton Abbott (T2) John DeVito (CSC) Thomas Dekker (CSC) Nick Stahl (T3) Christian Bale (T4) Jason Clarke (T5) Jude Collie (T6) | John Connor (28/02/1985-04/07/2032) Edward Furlong (T2) Michael Edwards (T2) Dalton Abbott (T2) John DeVito (CSC) Thomas Dekker (CSC) Nick Stahl (T3) Christian Bale (T4) Jason Clarke (T5) Jude Collie (T6) | John Connor (28/02/1985-04/07/2032) Edward Furlong (T2) Michael Edwards (T2) Dalton Abbott (T2) John DeVito (CSC) Thomas Dekker (CSC) Nick Stahl (T3) Christian Bale (T4) Jason Clarke (T5) Jude Collie (T6) | John Connor (28/02/1985-04/07/2032) Edward Furlong (T2) Michael Edwards (T2) Dalton Abbott (T2) John DeVito (CSC) Thomas Dekker (CSC) Nick Stahl (T3) Christian Bale (T4) Jason Clarke (T5) Jude Collie (T6) | John Connor (28/02/1985-04/07/2032) Edward Furlong (T2) Michael Edwards (T2) Dalton Abbott (T2) John DeVito (CSC) Thomas Dekker (CSC) Nick Stahl (T3) Christian Bale (T4) Jason Clarke (T5) Jude Collie (T6) | John Connor (28/02/1985-04/07/2032) Edward Furlong (T2) Michael Edwards (T2) Dalton Abbott (T2) John DeVito (CSC) Thomas Dekker (CSC) Nick Stahl (T3) Christian Bale (T4) Jason Clarke (T5) Jude Collie (T6) | | | | |                          |                          |                                             |                                             |                                             |                                             | Kate Brewster Claire Danes (T3) Bryce Dallas Howard (T4) | Kate Brewster Claire Danes (T3) Bryce Dallas Howard (T4) | Kate Brewster Claire Danes (T3) Bryce Dallas Howard (T4) | Kate Brewster Claire Danes (T3) Bryce Dallas Howard (T4) | Kate Brewster Claire Danes (T3) Bryce Dallas Howard (T4) | Kate Brewster Claire Danes (T3) Bryce Dallas Howard (T4) |              |              | Scott Mason († 2004) Mark Famiglietti (T3) | Scott Mason († 2004) Mark Famiglietti (T3) | Scott Mason († 2004) Mark Famiglietti (T3) | Scott Mason († 2004) Mark Famiglietti (T3) | Scott Mason († 2004) Mark Famiglietti (T3) | Scott Mason († 2004) Mark Famiglietti (T3) |  |  |
|                                           |                                           |                                           |                                           |                                           |                                           |  |  |                                                |                                                |                                                |                                                |                                                |                                                |  |  |                                                         |                                                         |                                                         |                                                         |                                                         |                                                         |                                |                                |                                              |                                              |                                              |                                              |                                              |                                              |                               |                               | | | | | | | | | | | | | | |                          |                          |                                             |                                             |                                             |                                             |                                                          |                                                          |                                                          |                                                          |                                                          |                                                          |              |              |                                            |                                            |                                            |                                            |                                            |                                            |  |  |
|                                           |                                           |                                           |                                           |                                           |                                           |  |  |                                                |                                                |                                                |                                                |                                                |                                                |  |  |                                                         |                                                         |                                                         |                                                         |                                                         |                                                         |                                |                                |                                              |                                              |                                              |                                              |                                              |                                              |                               |                               | | | | | | | | | | | | | enfants Connor                                                                                                   | |                          |                          |                                             |                                             |                                             |                                             |                                                          |                                                          |                                                          |                                                          |                                                          |                                                          |              |              |                                            |                                            |                                            |                                            |                                            |                                            |  |  |

## Distribution de la saga (Humains)
| Personnages   | Acteurs             | Films / Série                               |
| Sarah Connor  | Linda Hamilton      | Terminator                                  |
| Sarah Connor  | Linda Hamilton      | Terminator 2 : Le Jugement dernier          |
| Sarah Connor  | Linda Hamilton      | Terminator: Dark Fate                       |
| Sarah Connor  | Lena Headey         | Terminator : Les Chroniques de Sarah Connor |
| Sarah Connor  | Emilia Clarke       | Terminator Genisys                          |
| Sarah Connor  | Willa Taylor        | Terminator Genisys                          |
| John Connor   | Edward Furlong      | Terminator 2 : Le Jugement dernier          |
| John Connor   | Michael Edwards     | Terminator 2 : Le Jugement dernier          |
| John Connor   | Dalton Abbott       | Terminator 2 : Le Jugement dernier          |
| John Connor   | Thomas Dekker       | Terminator : Les Chroniques de Sarah Connor |
| John Connor   | John DeVito         | Terminator : Les Chroniques de Sarah Connor |
| John Connor   | Nick Stahl          | Terminator 3 : Le Soulèvement des machines  |
| John Connor   | Christian Bale      | Terminator Renaissance                      |
| John Connor   | Jason Clarke        | Terminator Genisys                          |
| John Connor   | Jude Collie         | Terminator: Dark Fate                       |
| Kyle Reese    | Michael Biehn       | Terminator                                  |
| Kyle Reese    | Michael Biehn       | Terminator 2 : Le Jugement dernier          |
| Kyle Reese    | Jonathan Jackson    | Terminator : Les Chroniques de Sarah Connor |
| Kyle Reese    | Anton Yelchin       | Terminator Renaissance                      |
| Kyle Reese    | Jai Courtney        | Terminator Genisys                          |
| Kyle Reese    | Bryant Prince       | Terminator Genisys                          |
| Kate Brewster | Claire Danes        | Terminator 3 : Le Soulèvement des machines  |
| Kate Brewster | Bryce Dallas Howard | Terminator Renaissance                      |

## Distribution de la saga (Terminator)
| Personnages               | Acteurs               | Films / Série                               |
| T-600                     | Brian Steele          | Terminator Renaissance                      |
| T-800                     | Arnold Schwarzenegger | Terminator                                  |
| T-800                     | Arnold Schwarzenegger | Terminator 2 : Le Jugement dernier          |
| T-800                     | Arnold Schwarzenegger | Terminator Renaissance                      |
| T-800                     | Arnold Schwarzenegger | Terminator Genisys                          |
| T-800                     | Arnold Schwarzenegger | Terminator: Dark Fate                       |
| T-800                     | Roland Kickinger      | Terminator Renaissance                      |
| T-800                     | Aaron V. Williamson   | Terminator Genisys                          |
| T-800                     | Brett Azar            | Terminator Genisys                          |
| T-800                     | Terminator: Dark Fate |                                             |
| T-800 (Papy)              | Arnold Schwarzenegger | Terminator Genisys                          |
| T-800 (Papy)              | Brett Azar            | Terminator Genisys                          |
| T-850                     | Arnold Schwarzenegger | Terminator 3 : Le Soulèvement des machines  |
| Cameron Phillips          | Summer Glau           | Terminator : Les Chroniques de Sarah Connor |
| T-888 (Cromartie)         | Owain Yeoman          | Terminator : Les Chroniques de Sarah Connor |
| T-888 (Cromartie)         | Garret Dillahunt      | Terminator : Les Chroniques de Sarah Connor |
| T-1000                    | Robert Patrick        | Terminator 2 : Le Jugement dernier          |
| T-1000                    | Lee Byung-hun         | Terminator Genisys                          |
| T-1000                    | Gabriel Luna          | Terminator: Dark Fate                       |
| T-1001 (Catherine Weaver) | Shirley Manson        | Terminator : Les Chroniques de Sarah Connor |
| T-X                       | Kristanna Loken       | Terminator 3 : Le Soulèvement des machines  |
| T-H (Marcus Wright)       | Sam Worthington       | Terminator Renaissance                      |
| T-3000 (John Connor)      | Jason Clarke          | Terminator Genisys                          |
| T-5000 (Skynet) (Alex)    | Helena Bonham Carter  | Terminator Renaissance                      |
| T-5000 (Skynet) (Alex)    | Matt Smith            | Terminator Genisys                          |
| T-5000 (Skynet) (Alex)    | Ian Etheridge         | Terminator Genisys                          |
| T-5000 (Skynet) (Alex)    | Nolan Gross           | Terminator Genisys                          |
| T-5000 (Skynet) (Alex)    | Seth Meriwether       | Terminator Genisys                          |